# American Football und Cheerleading Verband Niedersachsen
Der American Football und Cheerleading Verband Niedersachsen (AFCVN) ist ein Sportverband für American Football des AFVD mit Sitz in Seelze bei Hannover. Er wurde 1988 als American Football Verband Niedersachsen gegründet und ist Mitglied im Landessportbund Niedersachsen.
Von 2008 bis 2012 war der niedersächsische Verband mit eben jenem aus Sachsen-Anhalt verbunden, daran anschließend folgte die Umbenennung zum heutigen Namen.
Der AFCVN spielt American Football im Spielverbund Nord zusammen mit den Landesverbänden Hamburg, Bremen und Schleswig-Holstein.

## Präsidenten
| Von  | Bis     | Name               |
| ---- | ------- | ------------------ |
| 1988 | 1994    | Harald Schremmer   |
| 1995 | 1995    | Wilfried Klages    |
| 1996 | 1996    | Helmut Brunsch     |
| 1997 | 2000    | Jens Erler         |
| 2001 | 2010    | Dirk Dormann       |
| 2011 | 2020    | Holger Andre       |
| 2021 | aktuell | Claus-Guido Holtzl |

## Vereine
(Stand: 2023)
- Buchholz Buzzards (DFFL)
- Celle Stallions
- Northstars Cuxhaven
- Delmenhorst Bulldogs
- Eastfrisian Ducks
- Emden Tigers
- Gifhorn Blazing Panthers (Cheer)
- Göttingen Generals
- Hannover Grizzlies
- Hannover Spartans
- Hannover Stampeders
- Hasetal Raiders
- Hildesheim Invaders
- Lilienthal Venom
- Lohne Longhorns
- Lüneburg Razorbacks
- Meppen Titans
- New Yorker Lions Braunschweig
- Nordhorn Vikings
- BTB Oldenburg (DFFL)
- Oldenburg Knights
- Osnabrück Tigers
- Rehburg Raptors
- Ritterhude Badgers
- Rotenburg Wolverines
- Salzgitter Steelers
- Schaumburg Rangers
- Soltau Black Sharks
- Sottrum Phoenix (Cheer)
- Wendland Bulls
- Westerstede Wölfe
- Wolfsburg Blue Wings

## Erfolge
- New Yorker Lions: 12× Deutscher Meister (Herren), 6× Deutscher Vizemeister (Herren), 6× Eurobowl-Sieger, 2× Eurobowl-Vize
- Hannover Stampeders: 2× Deutscher Vizemeister (Damen)
- Hannover Ambassadors: 1× Deutscher Vizemeister (Damen)
- Braunschweig Lions: 1× Deutscher Meister (Flag)

## Landesjugendauswahl
Die Landesjugendauswahl des AFCVN sind die Niedersachsen Mustangs. Dabei handelt es sich um eine Auswahlmannschaft für Spieler im Alter U18, die regelmäßig neu angepasst wird um am jährlich stattfindenden Jugendländerturnier teilzunehmen. Beim Turnier 2017 schafften es die Mustangs erstmals in das Finale und konnten dieses zudem gewinnen. 2019 nahmen sie nur am B-Turnier für schwächere Mannschaften teil, bei dem sie den ersten Platz belegen konnten und damit wieder in das A-Turnier aufstiegen.